# Sarabhai (cràter)
Sarabhai és un petit cràter lunar circular en forma de bol situal a la Mare Serenitatis, al quadrant nord-est de la Lluna. La formació està relativament aïllada, situant-se al nord-est del cràter Bessel. Es troba al llarg d'una carena arrugada denominada Dorsum Azara.

Aquest cràter va rebre el nom de l'astrofísic indi Vikram Sarabhai el 1973, considerat el Pare del Programa Espacial Indi. Anteriorment es va identificar com a Bessel A.

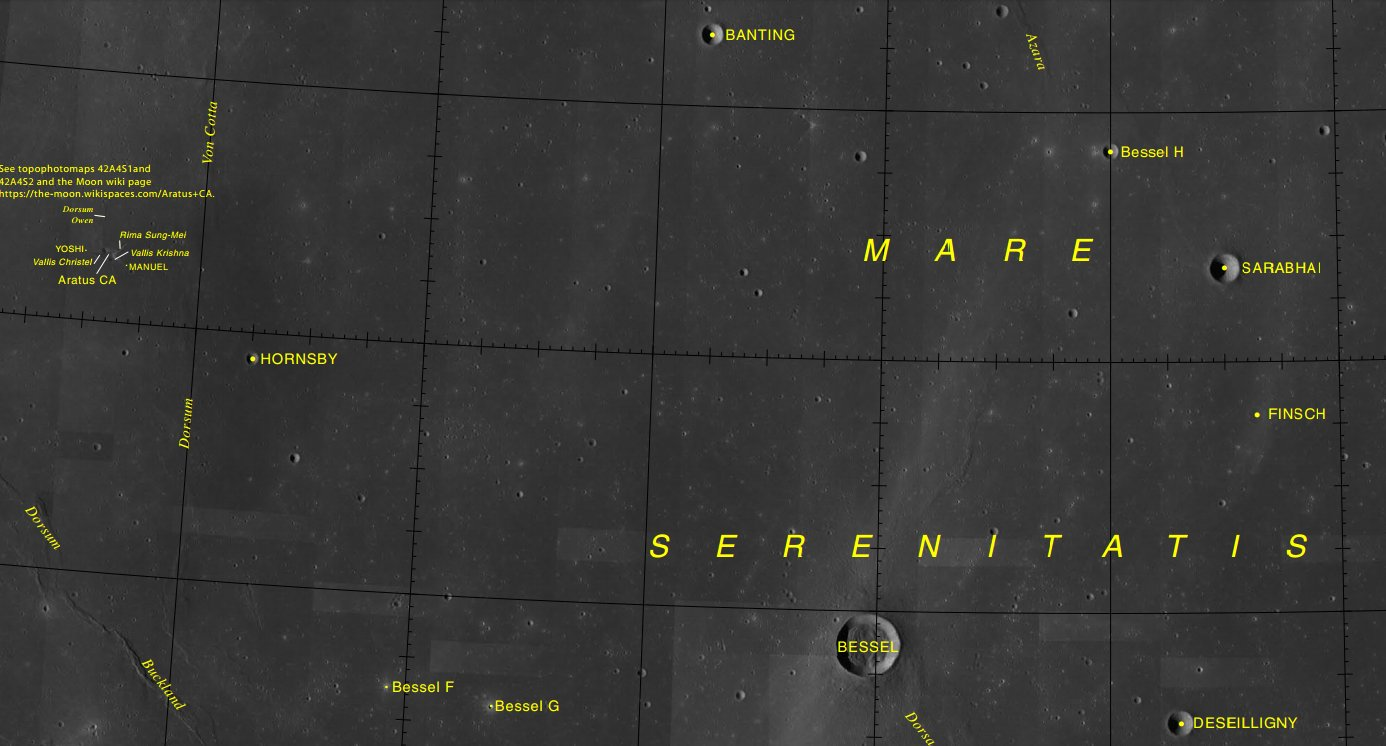
Localització de Sampson (superior esquerra de la imatge)
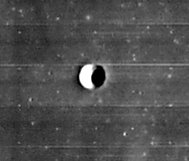
Sarabhai. Imatge de LOIV 085 H3